# Nitrito de sódio
Nitrito de sódio, com fórmula química NaNO2, é usado como um fixador de cor e conservante em carne e peixes, referido pelo número INS 250. Quando puro, é um pó cristalino branco a levemente amarelado. É muito solúvel em água e é higroscópico. Ele também é lentamente oxidado pelo oxigênio do ar a nitrato de sódio, NaNO3, o que causa sua cor amarela, por liberação de dióxido de azoto (NO2). O composto é um forte agente redutor.

## Usos

### Aditivo alimentar
Como um  aditivo alimentar, ele serve a um duplo propósito na indústria de alimentos já que tanto altera a cor de peixes e carnes preservadas e também previne crescimento de  Clostridium botulinum, a bactéria que causa o botulismo. Na União Européia ele pode ser usado somente como um mistura com sal (cloreto de sódio) contendo no máximo 0,6% de nitrito de sódio. Ele tem o número E E250. Nitrito de potássio (E249) é usado do mesmo modo.
Enquanto esta substância previne o crescimento de bactéria, pode ser tóxica para mamíferos. (LD50 em ratos é 180 mg/kg.) Por esta razão, nitrito de sódio vendido como um aditivo alimentar é colorido de rosa brilhante para evitar possíveis enganos. Cozinheiros e fabricantes de embutidos frequentemente simplificam referindo-se ao nitrito de sódio como "sal rosa".
Vários perigos do uso dele como aditivo alimentar têm sido sugeridos e pesquisados por cientistas. Um principal interesse é a formação das carcinogênicas N-nitrosaminas pela reação do nitrito de sódio na presença de calor em um ambiente ácido.
Recentes estudos têm encontrado uma ligação entre alto consumo de carne processada e câncer de cólon, possivelmente devido a conservantes tais como o nitrito de sódio.
Recentes estudos têm também encontrado uma ligação entre ingestão frequente de carnes curadas com nitritos e DPOC, uma forma de doença pulmonar.

### Tratamentos médicos
Nitrito de sódio também tem sido usado em medicina e veterinária como um vasodilatador, reduzindo o fluxo sanguíneo, como um broncodilatador, um relaxante intestinal ou um laxativo, e um antídoto para envenenamento por cianetos.
Pesquisas em andamento investigam sua aplicabilidade em tratamento de anemia falciforme, ataques cardíacos, aneurisma cerebral, e hipertensão pulmonar e crianças.

### Reagente em síntese orgânica
Nitrito de sódio é usado para converter aminas em compostos diazo. A utilidade sintética destas reações é permitir o grupo amino ser suscetível a substituição nucleofílica, como o grupo N2 é um melhor grupo lábil.
Tais compostos intermediários, muitas vezes instáveis, são usados na produção de corantes azo-compostos.
No laboratório, o nitrito de sódio é também usado para destruir excesso de azida de sódio.
Primeiro o nitrito produz ácido nitroso em meio ácido:
2 NaNO2 + H2SO4 → 2 HNO2 + Na2SO4
Depois, o ácido nitroso formado reage com a azida:
2 NaN3 + 2 HNO2 → 3 N2 + 2 NO + 2 NaOH
É também usado na fabricação de compostos nitrosos, e outros compostos orgânicos; na indústria de tingimento e impressão em têxteis  e clareamento de fibras; em fotografia; como um reagente laboratorial e um inibidor de corrosão; em revestimento de metais para fosfatização e remoção de estanhamento; e na manufatura de podutos de borracha.